# Bathygobius fuscus
Bathygobius fuscus es una especie de peces de la familia de los Gobiidae en el orden de los Perciformes.

## Morfología
Los machos pueden llegar a alcanzar los 12 cm de longitud total.

## Distribución geográfica
Se encuentra desde el Mar Rojo hasta Bazaruto (Mozambique), las Islas de la Línea, las Tuamotu y las áreas meridionales de Corea del Sur, del Japón y de la Gran Barrera de Coral.

## Observaciones
Es inofensivo para los humanos.